# Nhacra
Nhacra – miasto w Gwinei Bissau; w Regionie Oio.
Nhacra jest stolicą sektora o powierzchni 265 km², który zamieszkuje 20693 osób, większość mieszkańców pochodzi z ludu Balanta.